# Komsomolskaïa Pravda
Pour les articles homonymes, voir Komsomolskaïa et Pravda (homonymie).
Komsomolskaïa Pravda (Комсомо́льская пра́вда en russe, signifiant « Vérité du Komsomol ») est un quotidien russe de format tabloïd fondé le 13 mars 1925 et publié par la Izdatelsky Dom Komsomolskaïa Pravda (« maison d'édition Komsomolskaïa Pravda »).

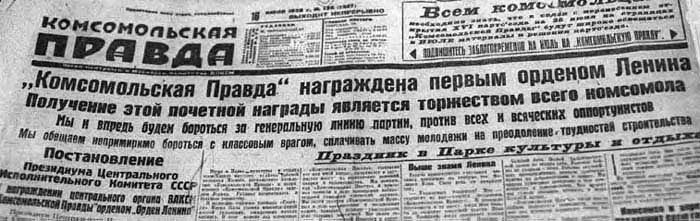
Numéro du vendredi 23 mai 1930.

Le journal a été fondé le 13 mars 1925 en tant qu'organe de presse officiel du Komsomol. Le premier numéro a été publié le 24 mai 1925 ; le journal est publié six fois par semaine (sauf le dimanche). Le site Internet Komsomolskaya Pravda a été créé en 1998.

## Historique

### Sous l'ère soviétique
Komsomolskaïa Pravda est le journal national fondé en Union soviétique et conçu au départ comme organe officiel du Comité central du Komsomol. Il est créé à la suite d'une décision prise lors du 13e congrès du Parti communiste russe (en). Le premier numéro paraît le 24 mai 1925 avec un tirage de 31 000 exemplaires. Les articles sont principalement destinés à des lecteurs jeunes. Le journal publie les œuvres d'auteurs populaires de l'époque comme Vladimir Maïakovski, Arkadi Gaïdar, ou encore Alexandre Fadeïev. En 1925, le poète Iossif Outkine y travaille comme chef de la section littéraire.
Lors de la Seconde Guerre mondiale, la rédaction est répartie en trente-huit unités mobiles situées sur toute la ligne de front. Son action est récompensée par l'Ordre de la Guerre patriotique de la 1re classe en 1945.
Dans les années 1960, le journal révèle au public l'auteur du roman policier Friedrich Neznansky.
Le 23 février 1984 parait le supplément de Komsomolskaïa Pravda en couleurs Sobesednik (ru) («Собеседник»), qui continue d'exister à partir de 1990 en tant qu'hebdomadaire indépendant.
Le 19 août 1991, lors du putsch de Moscou, le journal est interdit par les communistes conservateurs, responsables du coup d'État, et, pour la première fois depuis sa fondation, deux numéros manquent de rencontrer les lecteurs, le 19e et le 20e.

### Dans la Russie post-soviétique
Après la dislocation de l'URSS fin 1991, le journal est privatisé et devient plus divertissant de par sa conception, tout en conservant le titre d'origine. Le site internet «Komsomolskaïa Pravda» est créé en 1998. Depuis le mois de novembre 2001, le journal est imprimé en couleurs.
Après l'incendie de 13 février 2006, qui anéantit les locaux de la rédaction au sixième étage, au no 24, rue de la Pravda (улица Правды), le journal est installé provisoirement au no 15 de la même rue. Depuis le mois d'août 2007, la rédaction de la Komsomolskaïa Pravda se trouve au no 1/123, Stary Petrovsko-Razoumovsky proyezd (Старый Петровско-Разумовский проезд), près de la station de métro Dinamo.
En février 2009, la radio Komsomolskaïa Pravda commence à être diffusée sur les ondes de Moscou. Du 29 août 2011 jusqu'aux environs de décembre 2014, une chaîne de télévision nommée Komsomolskaïa Pravda émet ses programmes.[réf. souhaitée]

### Ligne éditoriale
Cécile Vaissié, professeur en études russes et soviétiques à l'université Rennes 2, note que depuis mai 2013 un tournant s'est manifesté dans la ligne politique du journal qui « soutient en tout les interprétations géopolitiques du pouvoir russe, et contribue à les répandre dans le grand public ». Selon elle, la Russie a repris la propagande qui « dans des médias tels que la Komsomolskaïa Pravda, allie les procédés les plus soviétiques au pire trash de tabloïds tels que le National Enquirer américain ».

## Distinctions
- Ordre de Lénine : 23 mai 1930
- Ordre de la Guerre patriotique de la 1re classe : 1945
- Ordre du Drapeau rouge du Travail : 1950
- Ordre du Drapeau rouge du Travail : 6 décembre 1957
- Ordre de la révolution d'Octobre : 1975

## Dans le monde
En plus de la version russe, Komsomolskaïa Pravda est publié dans certains pays de la Communauté des États indépendants. Il existe ainsi le Komsomolskaïa Pravda v Ukraine (Ukraine), le Komsomolskaïa Pravda v Belorussii (Biélorussie), le Komsomolskaïa Pravda v Moldove (Moldavie).
Il existe également une édition européenne, Komsomolskaïa Pravda v Evrope, focalisée sur la diaspora russe en Allemagne.

## Rédacteurs en chef du journal
- Depuis 1997 - Vladimir Nikolaïevitch Soungorkine (ru)
- 1995-1997 - Valeri Petrovitch Simonov (ru)
- 1988-1995 - Vladislav Aleksandrovitch Fronine (ru)[6]
- 1981-1988 - Guennadi Nikolaïevitch Seleznev
- 1978-1980 - Valeri Nikolaïevitch Ganitchev (ru)
- 1973-1978 - Lev Konstantinovitch Kornechov (ru)[7]
- 1965-1973 - Boris Dmitrievitch Pankine
- 1959-1965 - Iouri Petrovitch Voronov (ru)
- 1957-1959 - Alekseï Ivanovitch Adjoubeï (ru)
- 1950-1957 - Dmitri Petrovitch Goriounov (ru)
- 1941-1948 - Boris Sergueïevitch Bourkov (ru)
- 1937-1938 - Nikolaï Aleksandrovitch Mikhaïlov
- 1932-1937 - Vladimir Mikhailovitch Boubekine (ru) (1904-1937. Fusillé.)[8]
- 1925-1928 - Taras Kostrov (ru) (Alexandre Sergueïevitch Martynovski)